# San Nicolò dei Greci

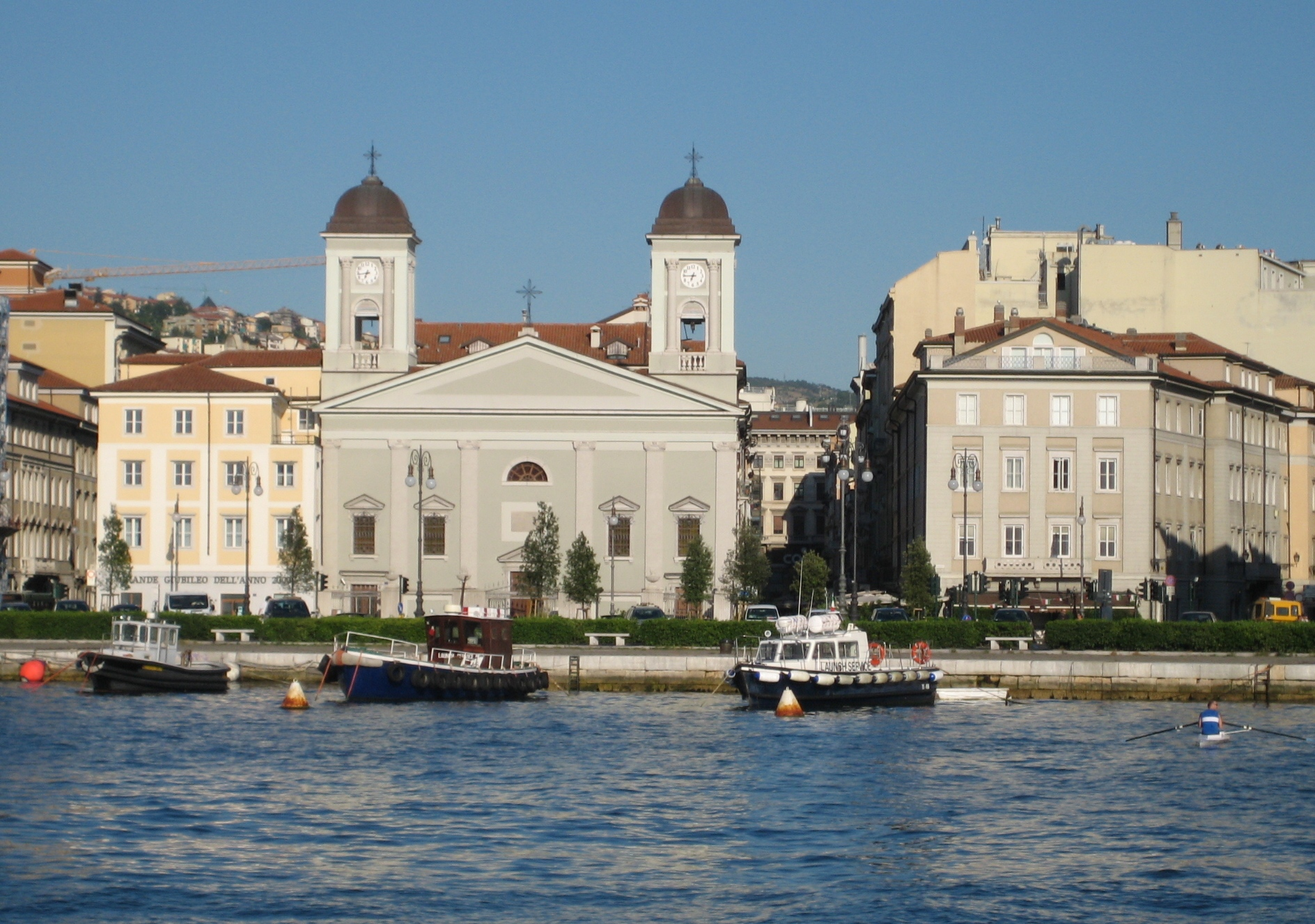

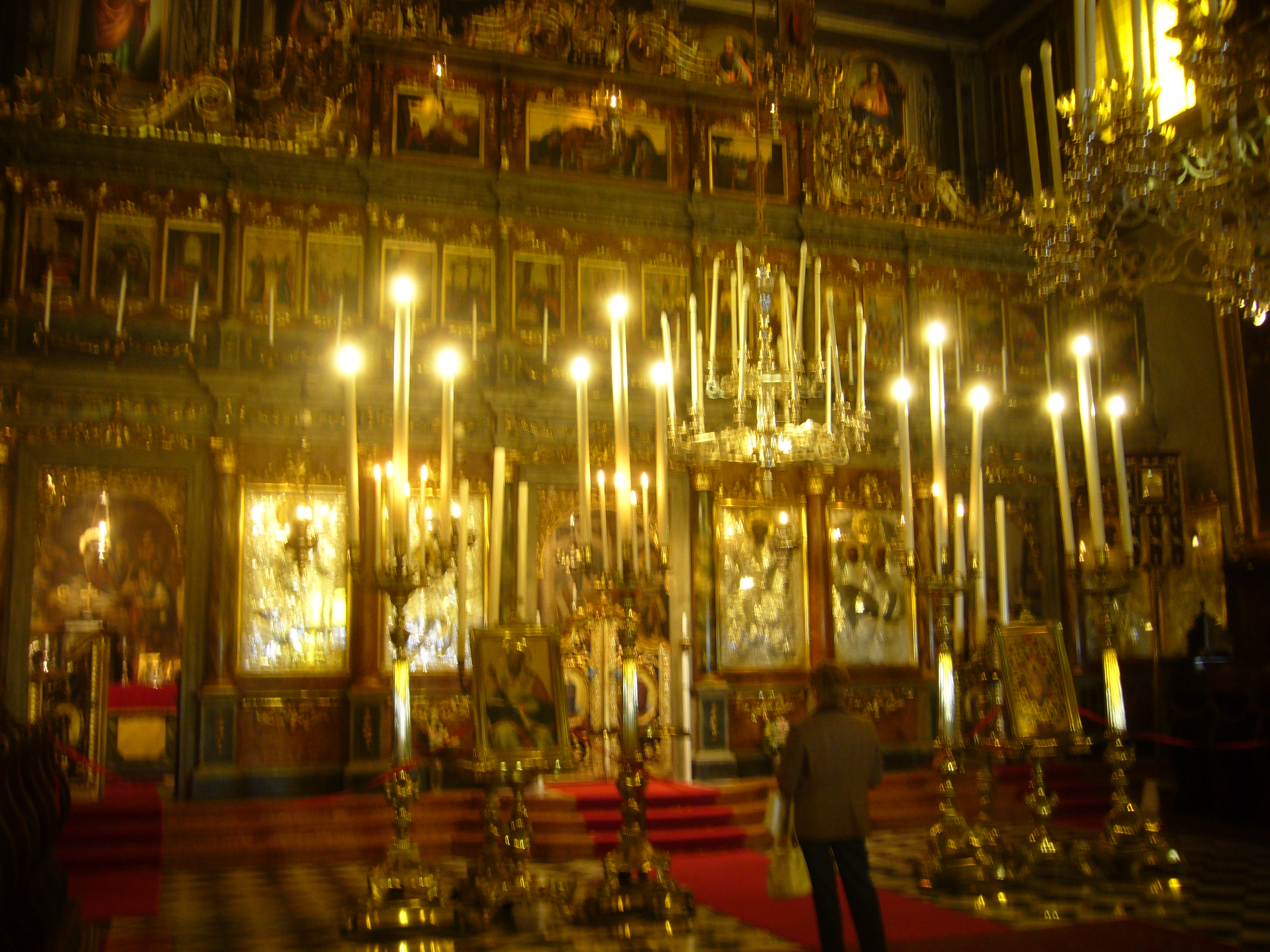

De San Nicolò dei Greci is de Grieks-orthodoxe kerk in de Italiaanse stad Triëst.
De haven van Triëst wordt aan drie kanten omarmd door de stad Triëst. Veel belangrijke pleinen en gebouwen liggen hierdoor aan de haven, zoals de Piazza dell'Unità d'Italia en de Grieks-Orthodoxe kerk, het scheepvaartmuseum, het aquarium etc. In de haven liggen kleine vissersbootjes, jachten en vrachtschepen, en heel grote cruiseschepen.
In 1782 werd besloten een nieuwe Grieks-Orthodoxe kerk te bouwen omdat deze gemeente zich afsplitste van de Servisch-Orthodoxe kerk. De gemeente kwam in 1795 voor het eerst bij elkaar.
De kerk werd gebouwd door architect Matteo Pertsch, die ook verantwoordelijk was voor het Teatro Giuseppe Verdi en het Palazzo Carciotti in Triëst. Het gebouw was pas in 1816 klaar. De gevel bestaat uit laat-barokke elementen en twee klokkentorens. Binnen zijn veel iconen, en er hangen twee schilderijen van Cesare dell'Acqua uit 1852 en 1854.
De gemeente heeft in 2008 ongeveer 500 leden, veelal jongeren. Het zijn vooral afstammelingen van vroegere immigranten. De gemeente heeft veel geld. Omdat de kerk ooit 5000 leden had, vooral zeelui, bezit zij meerdere gebouwen, die zij verhuurt.
De zijkant ligt aan de Via San Nicoló.